# Santa Efigênia de Caratinga
Santa Efigênia de Caratinga é um distrito do município brasileiro de Caratinga, no interior do estado de Minas Gerais. Segundo o censo demográfico de 2022, realizado pelo Instituto Brasileiro de Geografia e Estatística (IBGE), sua população era de 2 689 habitantes e havia 962 domicílios particulares permanentes ocupados. Possui área de 82,57 km² conforme a Fundação João Pinheiro (FJP). Foi criado pela lei complementar nº 11 de 14 de abril de 1992.
De acordo com o IBGE, em 2010 a população era de 2 392 habitantes e havia 897 domicílios particulares.
Possui duas escolas: a Escola Municipal Sebastião dos Santos Rosa e a Escola Estadual Venceslau José da Silva. Há a Igreja Católica de Santa Efigênia, a Igreja Batista e a Igreja Evangélica Assembleia de Deus. Fica a poucos quilômetros de Dom Modesto e a 2 quilômetros da estrada que liga Caratinga a Entre Folhas.